# Yi Quan
Yi Quan is voor Chinese begrippen een jonge krijgskunst. Ontstaan in het begin van de twintigste eeuw heeft het echter al een redelijke geschiedenis achter de rug.

## Ontstaan
Yiquan is een Gongfu combat methode  die voornamelijk ontstaan is uit Xingyi Quan en verschillende boks scholen ect. 
De stichter Wang Xiangzhai (1885-1963) studeerde Xingyi onder Guo Yunshen.
Gedurende zijn leven reisde hij rond om zijn technieken te vergelijken met de technieken van andere boks scholen. Zo was hij erg onder de indruk van Bagua, Taiji en Baihequan. Ook kwam hij in contact met westers boksen.
Na jaren van trainen kwam hij in de jaren twintig tot de conclusie dat Xingyi, de stijl die hij beoefende, zich niet meer op de essentie van krijgskunst richtte. Hij wilde terugkeren naar de essentie, de oorsprong van Xingyi. Uit deze gedachte creëerde hij Yiquan.  De benaming liet bewust het woord ‘Xing’ weg, Xing betekent ‘vorm’. Op deze manier wilde hij nog extra benadrukken dat niet de vorm maar de wil, de intentie belangrijker is in krijgskunsten.
De jaren daarna bleef hij zijn systeem verder ontwikkelen. Gedurende de periode heeft Wang vele uitdagers weten passeren. Zelfs tijdens de Japanse bezetting kreeg hij nog uitdagingen. Dit van zowel Japanse als Chinese krijgskunstenaars.
Hij versloeg hen allemaal. Maar in alle eerlijkheid vermeldde Wang er ook bij dat hij niet iedereen de eerste keer versloeg. Voor hem is Yi quan een constante zoektocht geweest naar de pure essentie van krijgskunst.

## Kenmerken
Yi Quan gebruikt geen vormen (Taolu) om technieken aan te leren. 
Men hanteert een uniek leerproces waar de leerling kennis maakt met lichaamsmechanica, krachtgeneratie en het ontwikkelen van Hunyuanli (oorspronkelijke instinctieve kracht).
Er wordt veel geoefend op ‘lichaamsgewaarwording’. Het aanvoelen van het lichaam en de spieren via Jiaiji (visualisatie) en Yi (intentie). 
Bij Yiquan gaat het voornamelijk niet om  technieken maar om het doorgronden van principes. Net zoals bij Xing Yi heeft men geen enorm arsenaal aan technieken.